# إرنست أيفي توماس جونيور
إرنست أيفي توماس جونيور (بالإنجليزية: Ernest Ivy Thomas, Jr.) هو عسكري أمريكي، ولد في 10 مارس 1924 في تامبا في الولايات المتحدة، وتوفي في 3 مارس 1945 في آيوو جيما في اليابان.